# Paramacrobiotus lachowskae
Espèce
Paramacrobiotus lachowskae est une espèce de tardigrades de la famille des Macrobiotidae.

## Distribution
Cette espèce est endémique de Colombie.

## Publication originale
- Stec, Roszkowska, Kaczmarek & Michalczyk, 2017 : Paramacrobiotus lachowskae, a new species of Tardigrada from Colombia (Eutardigrada: Parachela: Macrobiotidae). New Zealand Journal of Zoology, vol. 45, no 1, p. 1-18.